# مورین رینولدز
مورین رینولدز (انگلیسی: Maureen Reynolds؛ زادهٔ) بازیکن سابق فوتبال اهل انگلستان است. بزرگترین پیروزی رینولدز کسب جام حذفی زنان انگلستان به عنوان مربی نوریچ سیتی بود.
وی همچنین در تیم ملی فوتبال انگلستان بازی کرده است.